# 國泰大榕
23°00′01″N 120°12′58″E / 23.000189°N 120.216138°E
國泰大榕，或稱國泰樹、成大老榕，是位於臺灣臺南市東區成功大學光復校區榕園的正榕，為1923年裕仁皇太子手植，作為霖園集團的企業標誌。

## 歷史

### 日皇手植

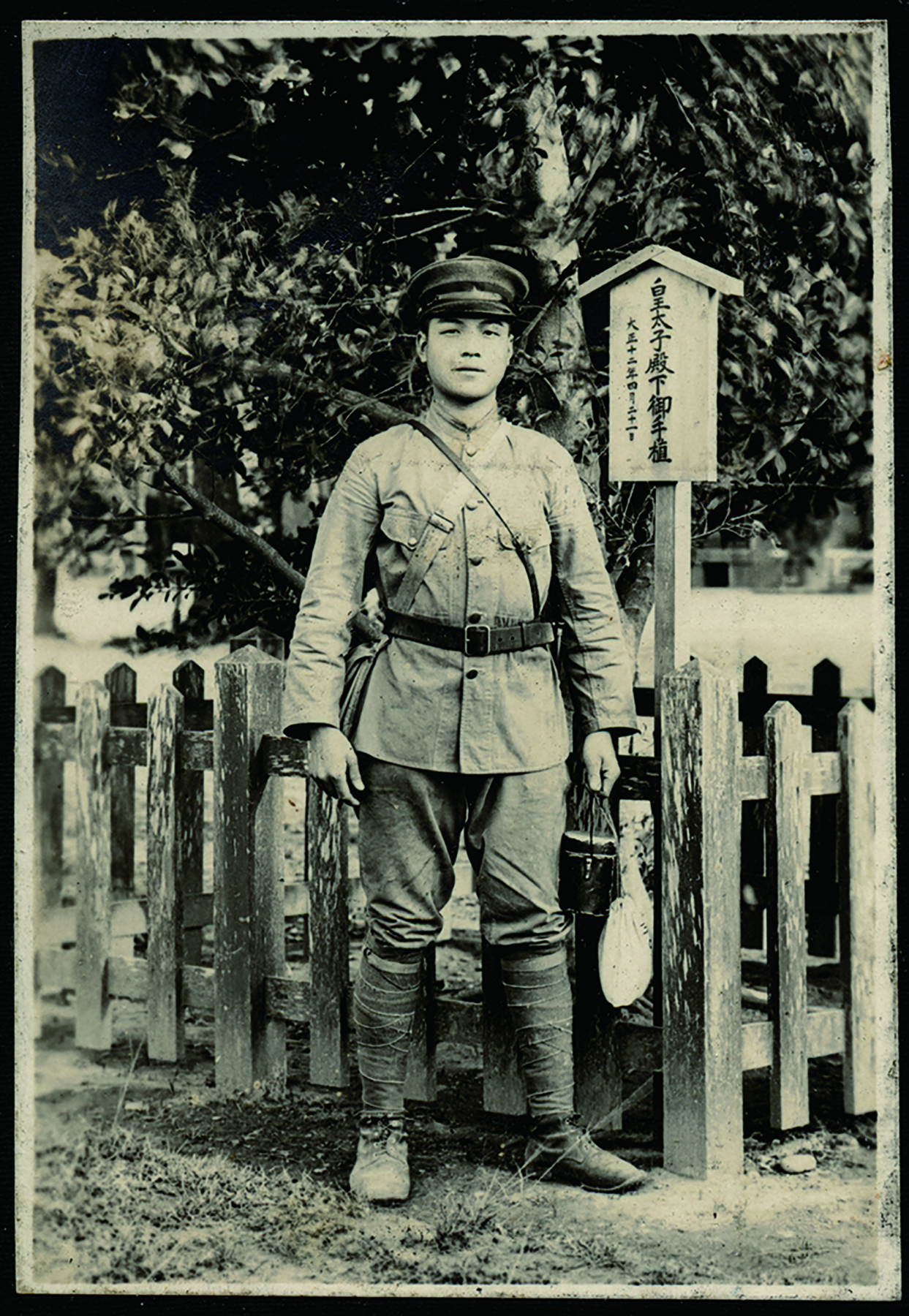
臺灣步兵第二聯隊士兵與國泰大榕合影

國泰大榕是日本皇室裕仁皇太子在1923年臺灣行啟期間，4月21日上午11點35分至12點15分，到臺灣步兵第二聯隊營舍時種植。此榕的樹種為分佈甚廣的正榕，依校方生命科學系調查栽植時約20歲。歷史教授石萬壽認為此樹與一旁的大榕都是從鹿兒島移植而來。之後，二皇子雍仁於1925年6月2日、三皇子宣仁於1926年4月28日各在旁親植樹木。

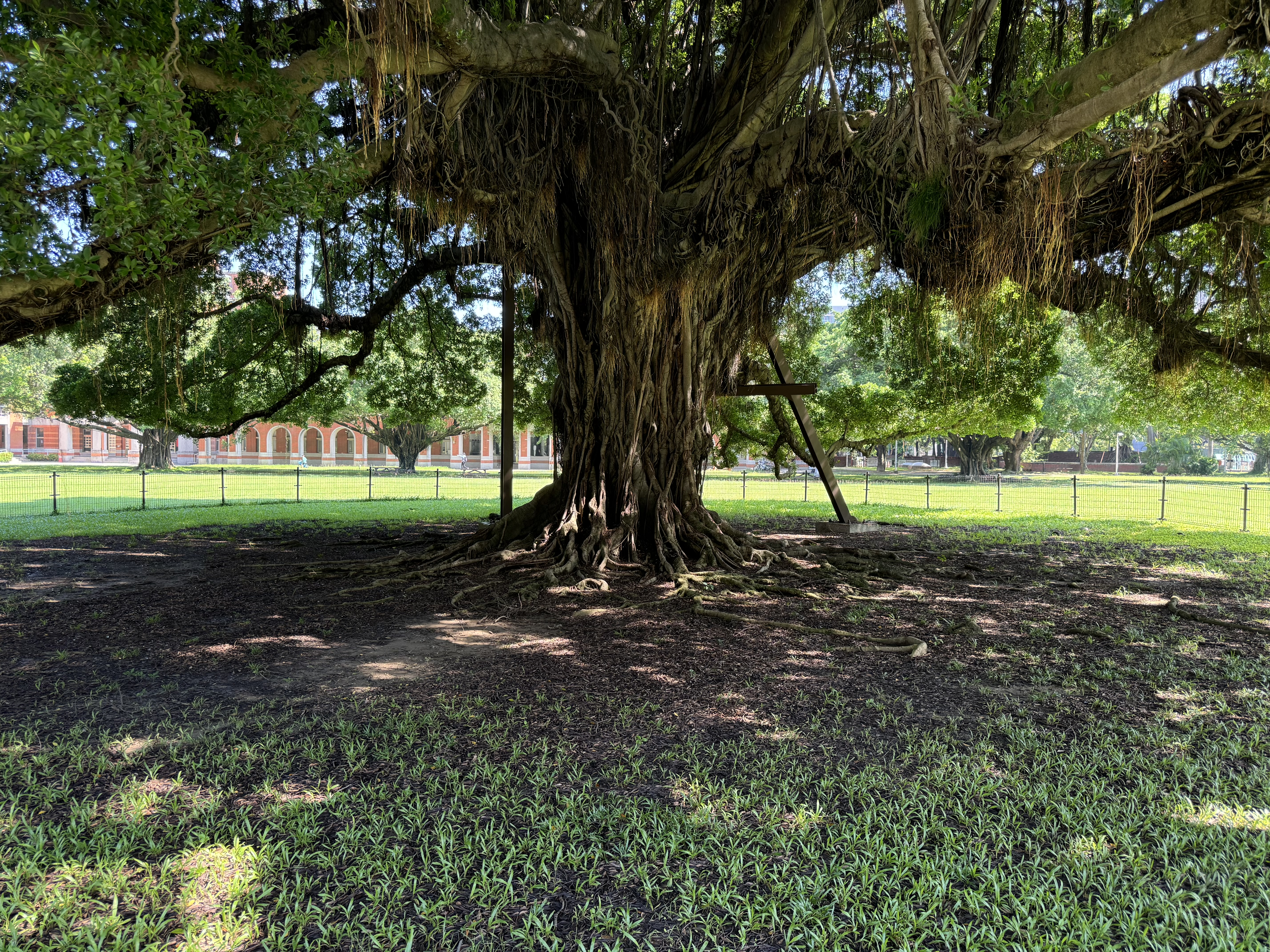
國泰大榕樹下

1943年在此駐守的台籍日本兵吳戥、鄭春河回憶，該年國泰大榕已經枝葉茂盛，他們被處罰時常會從營房跑到此樹來回繞數圈。1949年春夏，第四軍官訓練班入伍生教導總隊在此營區作新兵訓練。當時駐紮在此的陸軍四○軍三四○師通信連的瘂弦，因沒有餐廳，他就與同袍在以六員圍一圈在此樹下吃飯。

### 成為商標
自1966年，國泰大榕所在營區轉為成功大學光復校區後，民間人士才能親見此樹。至於原先國泰大榕旁有裕仁兩位弟弟種植的樹都已消失。
國泰大榕不似一般榕樹以眾多氣根垂地扶助主幹，單以主幹撐起千枝萬木，樹冠顯得盛狀雄偉。該樹枝葉繁密給人的安定感，再加上校園的閒適氣氛，營造出放鬆氣息。這裡也是新人拍婚紗照、幼稚園校外教學的熱門地點。
原先國泰集團僅用純文字作商標，自蔡萬霖掌權後便改以大樹加上字樣。一說選用國泰大榕，是由蔡萬霖三子蔡鎮宇建議。蔡萬霖另一子蔡宏圖對此樹以「成大老榕」、「國泰樹」稱呼。1979年，蔡萬霖為考慮樹立新形象，便擷取成功大學校園中的此棵榕樹與日本槭樹融合一體作為商標，並於1984年12月向中標局申請。臺灣在1960年代就興起商業性人壽保險，但以廣告大力促銷卻1980年代才盛行，被認為成功的範例是國泰人壽以大樹、新光人壽以大傘為企業形象。1980年代，新光人壽總經理吳家錄認為保險的功能猶如傘般，廣告即以此巧思為底本，獲得成功。國泰人壽藉於以雨傘作廣告出來後效果奇佳，便想到一個更大、更可保護大家的企業形象標幟，因此以成功大學大榕樹形象作為宣傳。隨著國泰人壽廣告在街頭、報章、電視等出現，此榕也打開知名度。國泰人壽員工對於國泰大榕也有親切感，如員工歐銀美就說看到氣功招生廣告寫在此樹下練功時，她就決定報名。成大學生在介紹校園景色時，也會提及是國泰集團的商標。

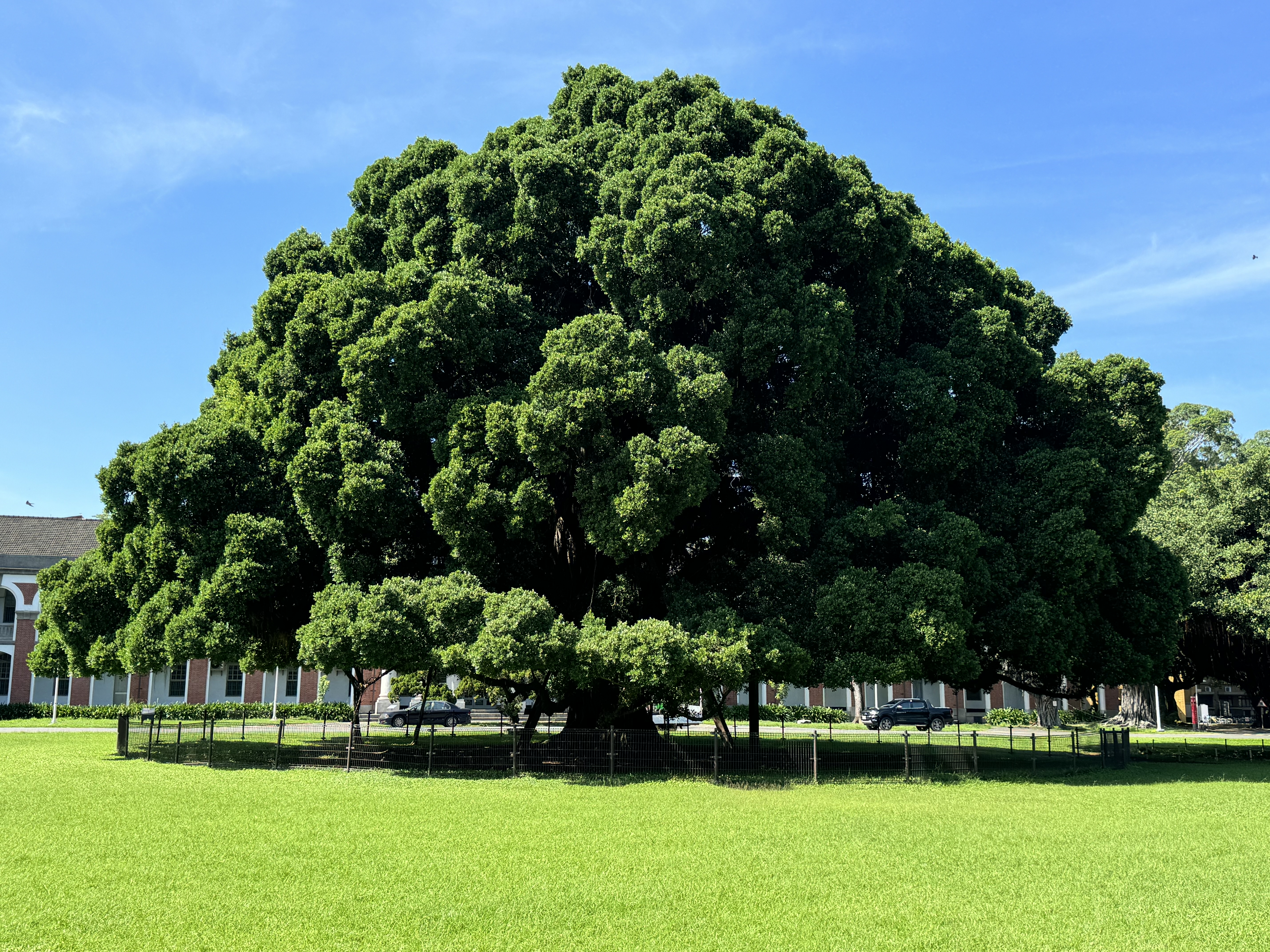
國泰大榕（工業設計學系方向）

1985年8月18日，瘂弦因第一屆臺灣省巡迴文藝營重回光復校區時，他就指著綠茵直徑達十餘尺的國泰大榕作介紹。
國泰大榕也被視為成大學生「純樸務實」的象徵。1986年，文學院院長黃永武在學校主管談話會上，將此榕樹以「榕園數雲」列為成大十景，以取代台南工學院時代的成大八景。
1995年因國泰大榕染嚴重膠蟲害，成大環境研究中心主任及校友聯絡中心主任葉茂榮便聯絡擔任國泰人壽慈善基金會董事的李奕世，希望國泰認養救治。李奕世為成功大學建築系校友，在成為蔡萬霖女婿後進入國泰集團三井工程。3月15日，李奕世代表國泰人壽捐贈新台幣100萬元給校方。因用國泰100萬元本金孳息的方式維護，國泰大榕還被戲稱是「台灣身價最高的榕樹」。據蔡宏圖對父親蔡萬霖的回憶，蔡萬霖曾在多項會議中提到這棵大榕樹，提醒國泰人要共同維護。民間還傳言國泰大榕的健康牽動了國泰金融控股的氣運。

### 集會紀念
在吳京任成功大學校長時，1995年11月1日，他與臺南市長施治明達成共識，將榕園週邊道路劃作景觀步道並限制車輛出入。1996年6月8日，吳京接任教育部長前晚，未住在校長宿舍，而睡在國泰大榕旁的帳篷內，與校友、師生共度一夜。
臺灣步兵第二聯隊的退伍老兵，在1990年代時也會集體來國泰大榕下弔唁同袍，並曾稱讚此榕樹就好像一根無形的繩索將大家的精神緊緊繫於此地。自第二聯隊退伍的吳戥，因日後孫女吳幸璇就在大榕旁邊的工業設計系大成館念書，而感嘆因緣。1998年9月28日到10月2日，8月底正式自《聯合報》退休的瘂弦至成功大學作駐校作家，便以「沾點〈鹽〉──榕園樹下笙歌」為講題之一。「榕樹呀榕樹，只有你看過我年輕的樣子；而今，我們倆都老了」，瘂弦摸著國泰大榕樹幹這樣說。

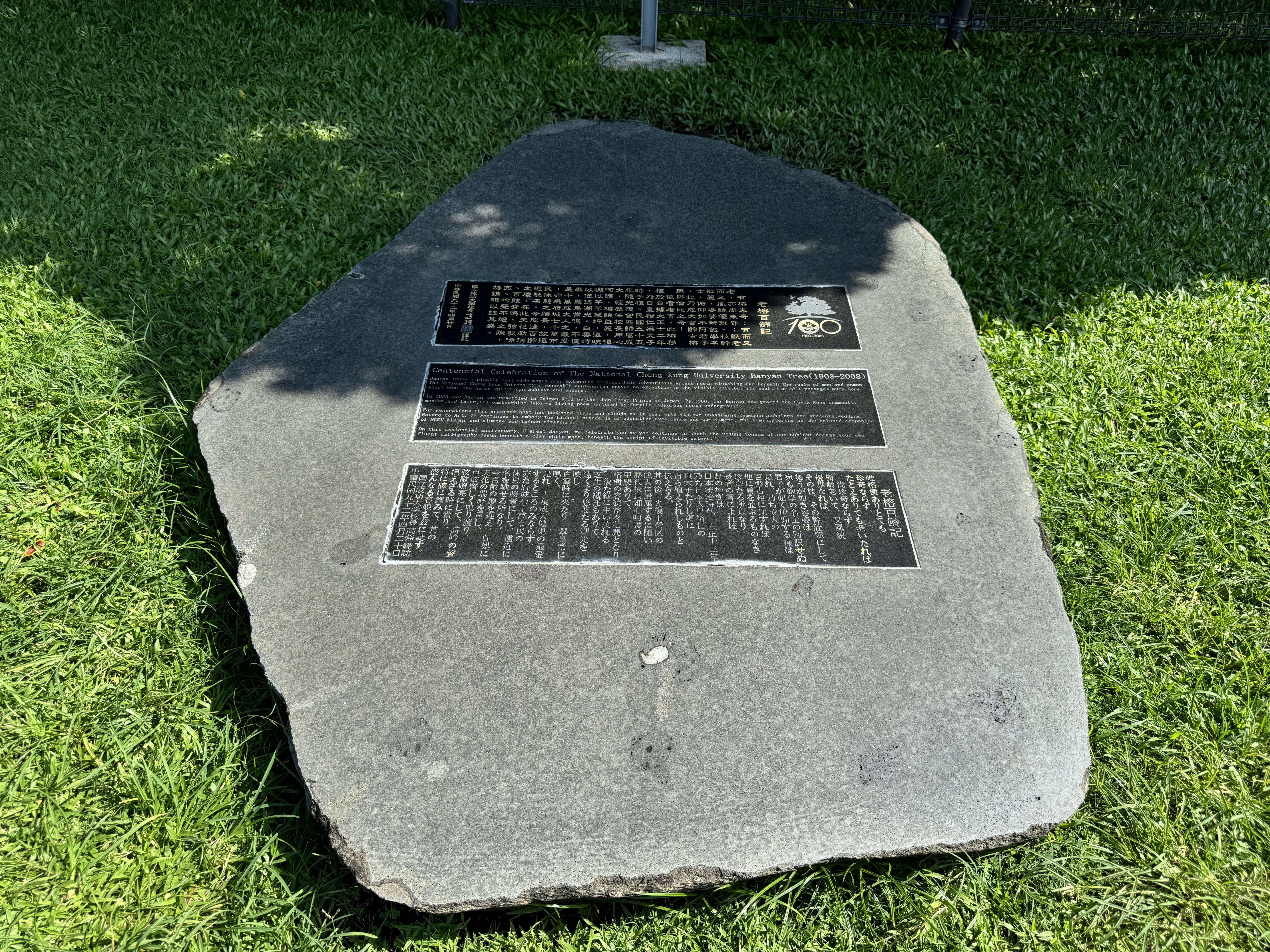
《老榕百齡記》碑

原先成功大學是依照聯隊營舍推估，將國泰大榕的種植日定為1903年4月21日，認為是了讓日本兵為解決思鄉之苦，而從鹿兒島移植。2003年1月7日，市民沈琮勝提供1923年4月21日昭和皇太子手植的文獻與1923年的照片。4月20日，數百位民眾為國泰大榕慶祝百歲生日，由與樹齡相仿的人瑞姚傳淦、張象賢、徐林位及高育仁父親高錦德坐在此樹下作特別嘉賓，由成大國樂社演奏祝壽樂曲拉開序幕，接著土城國小及龍崗國小學童打大鼓，並由國泰人壽副總經理蕭文瑞代表公司捐出20萬元。第二聯隊退伍的吳戥、鄭春河也被邀請參加。地上有勒石《老榕百齡記》，刻寫「有榕未奇；有而又老，亦尚未奇；既老而又風貌優雅，枝幹壯麗，婆娑若飽學名士，俯仰如不阿君子，此乃成大百齡古榕無以倫比之奇...」，為校方吳榮富創作。

### 培育分贈

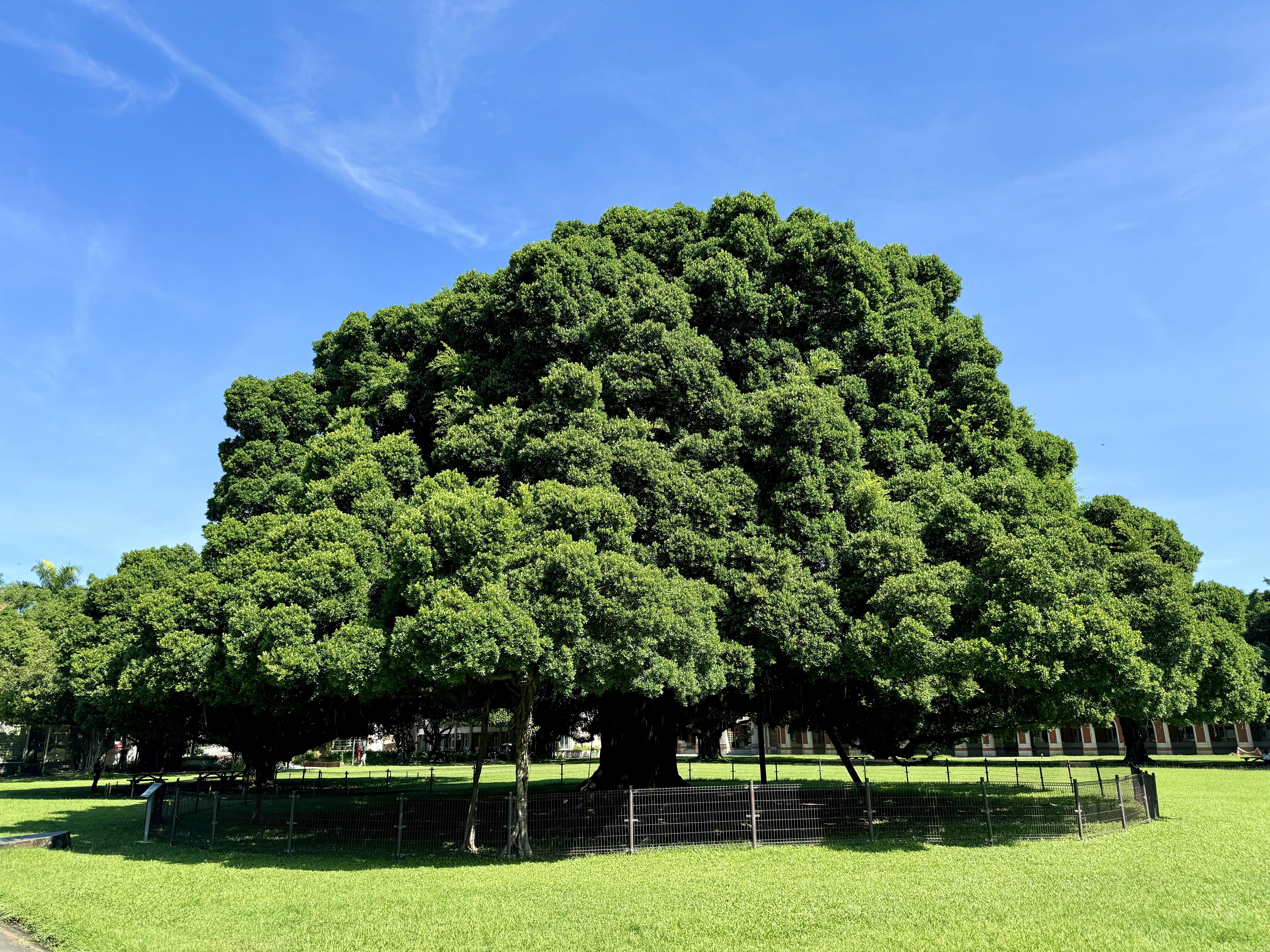
國泰大榕（都市計劃學系方向）

2010年8月1日，金門技術學院升格為國立金門大學之日，因校長李金振曾任教於成功大學，成功大學將國泰大榕的樹苗贈送金門大學。2015年蘇迪勒颱風造成國泰大榕東側的一棵老榕樹倒伏後，校方為了避免不測，用國泰大榕種子培育了不少樹苗分贈各地。
2019年，黃石城、許世楷、加瀨英明等人為慶祝裕仁孫子德仁天皇於10月22日即位，計畫將當年裕仁種植的櫻花、榕樹和竹子以分株方式送回日本栽種。10月15日，台灣傳統基金會函文給成大校方，請求為促進兩國的民間交流，希望獲得國泰大榕苗栽作贈禮，獲校方同意。19日，東京明治紀念館，由首相安倍晉三母親安倍洋子接下贈送清單，駐日代表謝長廷、八田與一文教基金會常務監察人邱貴等人參加。

### 保護樹木

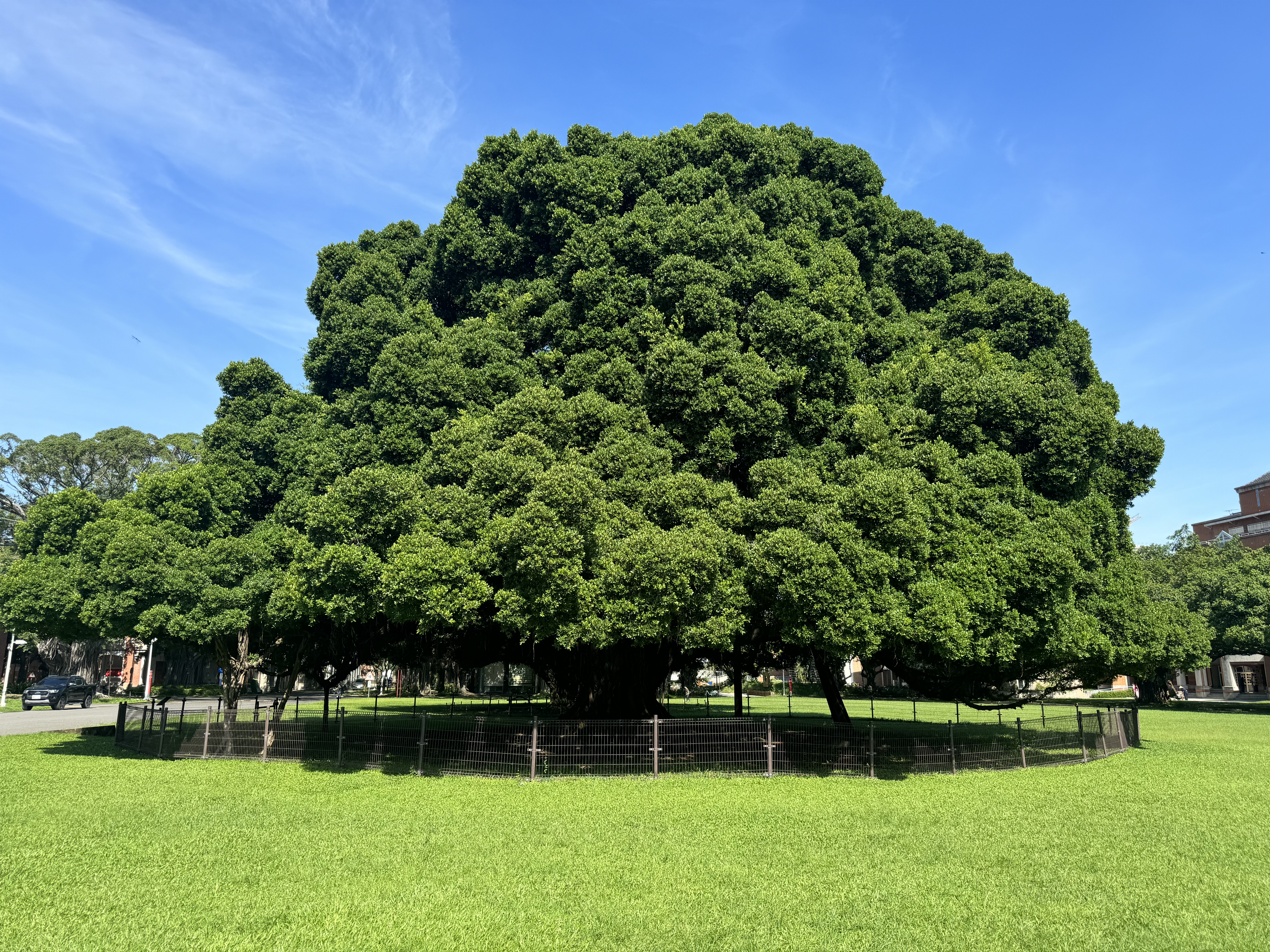
國泰大榕（創意產業設計研究所方向）

台南市老樹節促進會發起人李文雄表示，裕仁在台北第一步兵聯隊所植的榕樹早已砍除，因此在成大的榕樹更顯珍貴。在農業部臺南區農業改良場改場專家的指導下，每年1月至3月間對國泰大榕防治，以吊車由空中噴殺蟲藥外，也由樹下往上噴。樹根範圍內會以每隔1公尺用電動注射器灌注微量元素到深度約70到80公分，以增加樹根免疫力。因造訪榕園的人數很多，造成根部表土逐漸流失，又追加特別覆土及施肥。為避免樹冠太大造成樹幹乘載過重，會以2016年的樹型為範本來降低樹冠與縮減下緣。
2023年7月26日，台南市政府宣布國泰大榕以受保護樹木編號「TN037」列管。